# Niedarzyno (Redzikowo)
Niedarzyno (niem. Neiderzin) – dawna osada przyfolwarczna należąca do Redzikowa, w gminie Redzikowo, w powiecie słupskim, w województwie pomorskim, położona przy dawnej drodze łączącej Słupsk z Jezierzycami. Polską nazwę Niedarzyno ustalono w 1948.